# Seznam perzijskih kraljev
Seznam vsebuje vladarje Perzije (Irana) od ustanovitve Medijskega cesarstva okoli leta 705 pr. n. št. do odstavitve Pahlavidske dinastije leta 1979.

## Medijsko cesarstvo(678–549 BC)
| Portret                                             | Ime                                                 | Sorodstvo                                           | Vladanje                                            | Komentar |
| Medijsko kraljestvo (678 pr. n. št.–549 pr. n. št.) | Medijsko kraljestvo (678 pr. n. št.–549 pr. n. št.) | Medijsko kraljestvo (678 pr. n. št.–549 pr. n. št.) | Medijsko kraljestvo (678 pr. n. št.–549 pr. n. št.) | Medijsko kraljestvo (678 pr. n. št.–549 pr. n. št.)                                                                                                 |
| --------------------------------------------------- | --------------------------------------------------- | --------------------------------------------------- | --------------------------------------------------- | --- |
|                                                     | Dejok                                               |                                                     | 700–647 pr. n. št.                                  | Prvi znani medijski vladar. |
|                                                     | Fraort                                              | Dejokov sin                                         | 647–625 pr. n. št.                                  | |
| Skitska vladavina (624–597 pr. n. št.)              |                                                     |                                                     |                                                     | |
|                                                     | Kjaksar                                             | Fraortov sin                                        | 624–585 pr. n. št.                                  | Dinastija medijskih kraljev je bila znana kot Kjaksaridska dinastija; ime je dobila po Kjaksarju ali po neznanem kralju, ki je vladal pred Dejokom. |
|                                                     | Astjag                                              | Kjaksarjev sin                                      | 585–549 pr. n. št.                                  | Zadnji medijski kralj. |

Medijci so bili iransko ljudstvo. Perzijci, ki so bili z njimi tesno povezani in jim bili podložni, so se v 6. stoletju pr. n. št. uprli Medijskemu cesarstvu.

## Ahemenidsko cesarstvo (~705–559 pr. n. št.)
| Portret                         | Ime                             | Sorodstvo                       | Vladanje                        | Komentar                              |
| Ahemenidi (~705–559 pr. n. št.) | Ahemenidi (~705–559 pr. n. št.) | Ahemenidi (~705–559 pr. n. št.) | Ahemenidi (~705–559 pr. n. št.) | Ahemenidi (~705–559 pr. n. št.)       |
| ------------------------------- | ------------------------------- | ------------------------------- | ------------------------------- | ------------------------------------- |
|                                 | Ahemen                          |                                 | ~705 pr. n. št.                 | Prvi vladar Ahemenidskega kraljestva. |
|                                 | Teisp                           | Ahemenov sin.                   | ~640 pr. n. št.                 |                                       |
|                                 | Kir I.                          | Teispov sin.                    | ~580 pr. n. št.                 |                                       |
|                                 | Arijaramna                      | Teispov sin.                    |                                 | Sovladar Kira I.                      |
|                                 | Kambiz I.                       | Sin Kira I. in oče Kira II.     | ~550 pr. n. št.                 |                                       |
|                                 | Arsam                           | Arijaramnov sin.                |                                 | Sovladar Kambiza I.                   |

## Ahemenidsko cesarstvo (559–334/327 pr. n. št.)
| Portret                            | Naslovi | Vladarsko ime                      | Osebno ime                         | Rojstvo                            | Sorodstvo                                                       | Vladanje                           | Smrt                               | Komentar                                                                                        |
| Ahemenidi (559–334/327 pr. n. št.) | Ahemenidi (559–334/327 pr. n. št.)                                                                                               | Ahemenidi (559–334/327 pr. n. št.) | Ahemenidi (559–334/327 pr. n. št.) | Ahemenidi (559–334/327 pr. n. št.) | Ahemenidi (559–334/327 pr. n. št.)                              | Ahemenidi (559–334/327 pr. n. št.) | Ahemenidi (559–334/327 pr. n. št.) | Ahemenidi (559–334/327 pr. n. št.)                                                              |
| ---------------------------------- | --- | ---------------------------------- | ---------------------------------- | ---------------------------------- | --------------------------------------------------------------- | ---------------------------------- | ---------------------------------- | ----------------------------------------------------------------------------------------------- |
|                                    | Veliki kralj, kralj kraljev, kralj Anšana, kralj Medije, kralj Babilonije, kralj Sumerije in Akadije, kralj štirih vogalov sveta | Kir Veliki                         | –                                  | 600 pr. n. št.                     | Sin Kambiza I. in Mandane Medijske, Astjagove hčerke            | 559–530 pr. n. št.                 | 530 pr. n. št.                     | Kralj Anšana od 559 pr. n. št. Ubit v bitki z Masageti.                                         |
|                                    | Veliki kralj, kralj kraljev, faraon Egipta                                                                                       | Kambiz II.                         | –                                  | ?                                  | Sin Kira Velikega.                                              | 530–522 pr. n. št.                 | 521 pr. n. št.                     | Umrl na pohodu proti upornikom. Faraonski naslovi: Horovo ime: Smataui, Prestolno ime: Mesutire |
|                                    | Veliki kralj, kralj kraljev, faraon Egipta                                                                                       | Bardija                            | Gaumata (?)                        | ?                                  | Sin Kira Velikega; morda prevarant, ki je trdil, da je Bardija. | 522 pr. n. št.                     | 522 pr. n. št.                     | Ubili so ga perzijski aristokrati.                                                              |
|                                    | | Smerdis                            | –                                  |                                    | Domnevni brat Kambiza II.                                       | 521 pr. n. št.                     |                                    |                                                                                                 |
|                                    | Veliki kralj, kralj kraljev, faraon Egipta                                                                                       | Darej I. Veliki                    | –                                  | 550 pr. n. št.                     | Histaspov sin.                                                  | 522–486 pr. n. št.                 | 486 pr. n. št.                     | Faraonski naslovi: Horovo ime: Menkhib Prestolno ime: Stutre                                    |
|                                    | Veliki kralj, kralj kraljev, faraon Egipta                                                                                       | Kserks I. Veliki                   | –                                  | 519 pr. n. št.                     | Sin Dareja I.                                                   | 485–465 pr. n. št.                 | 465 pr. n. št.                     | Zelo verjetno Ahasuer iz Esterine knjige                                                        |
|                                    | Veliki kralj, kralj kraljev, faraon Egipta                                                                                       | Artakserks I. Dolgoroki            | Ars                                | ?                                  | Sin Kserksa I.                                                  | 465–424 pr. n. št.                 | 424 pr. n. št.                     | Nekateri domnevajo, da je istoveten s kraljem Ahaseurom iz Esterine knjige.                     |
|                                    | Veliki kralj, kralj kraljev, faraon Egipta                                                                                       | Kserks II.                         | Artakserks                         | ?                                  | Sin Artakswrksa I.                                              | 424 pr. n. št.                     | 424 pr. n. št.                     | Priznan samo v Perziji; ubil ga je Sogdijan.                                                    |
|                                    | Veliki kralj, kralj kraljev, faraon Egipta                                                                                       | ?                                  | Sogdijan                           | ?                                  | Sin Artakserksa I.                                              | 424–423 pr. n. št.                 | 423 pr. n. št.                     | Priznan samo v Perziji in Elamu; ubil ga je Darej II.                                           |
|                                    | Veliki kralj, kralj kraljev, faraon Egipta                                                                                       | Darej II. Noh                      | Noh                                | ?                                  | Sin Artakserksa I.                                              | 424–404 pr. n. št.                 | 404 pr. n. št.                     |                                                                                                 |
|                                    | Veliki kralj, kralj kraljev | Artakserks II. Mnemon              | Arsak                              | ?                                  | Sin Dareja II.                                                  | 404–358 pr. n. št.                 | 358 pr. n. št.                     |                                                                                                 |
|                                    | Veliki kralj, kralj kraljev, faraon Egipta                                                                                       | Artakserks III. Noh                | Noh                                | ?                                  | Sin Artakserksa II.                                             | 358–338 pr. n. št.                 | 338 pr. n. št.                     | Ubit.                                                                                           |
|                                    | Veliki kralj, kralj kraljev, faraon Egipta                                                                                       | Artakserks IV. Arz                 | Arz                                | ?                                  | Sin Artakserksa III.                                            | 338–336 pr. n. št.                 | 336 pr. n. št.                     | Ubit.                                                                                           |
|                                    | Veliki kralj, kralj kraljev, faraon Egipta                                                                                       | Darej III. Kodoman                 | Artašata                           | 380 pr. n. št.                     | Sin Arzama sina Ostana sina Dareja II.                          | 336–330 pr. n. št.                 | 330 pr. n. št.                     | Ubil ga je Artakserks V.                                                                        |
|                                    | Veliki kralj, kralj kraljev | Artakserks V.                      | Bes                                | ?                                  | Morda potomec Artakserksa II.                                   | 330–329 pr. n. št.                 | 329 pr. n. št.                     | ubil ga je Aleksander Veliki.                                                                   |

Opombi:
- Na splošno velja, da se je Stara Perzija končala s propadom Ahemenidske dinastije v vojnah Aleksandra Velikega.
- Pisni viri teh vladarjev so dokaj dvomljivi in velikokrat veljajo za iznajdbo Dareja I.

## Makedonsko cesarstvo (336–306 pr. n. št.)
| Portret                                 | Naslov                                  | Ime                                     | Rojstvo                                 | Sorodstvo                               | Vladanje                                | Smrt                                    | Komentar                                                                                           |
| Argidska dinastija (336–306 pr. n. št.) | Argidska dinastija (336–306 pr. n. št.) | Argidska dinastija (336–306 pr. n. št.) | Argidska dinastija (336–306 pr. n. št.) | Argidska dinastija (336–306 pr. n. št.) | Argidska dinastija (336–306 pr. n. št.) | Argidska dinastija (336–306 pr. n. št.) | Argidska dinastija (336–306 pr. n. št.)                                                            |
| --------------------------------------- | --------------------------------------- | --------------------------------------- | --------------------------------------- | --------------------------------------- | --------------------------------------- | --------------------------------------- | -------------------------------------------------------------------------------------------------- |
|                                         | Kralj                                   | Aleksander Veliki                       | 356 pr. n. št.                          | Sin Filipa II. Makedonskega             | 336–323 pr. n. št.                      | 13. junij 323 pr. n. št.                | Kralj Makedonije od leta 336 pr. n. št. kot Aleksander III.                                        |
|                                         | Kralj                                   | Filip III. Arhidej                      | okoli 359 pr. n. št.                    | Sin Filipa II. Makedonskega             | junij 323 – 317 pr. n. št.              | 317 pr. n. št.                          | Ubit v Olimpiji.                                                                                   |
|                                         | Kralj                                   | Aleksander IV. Makedonski               | september 323 pr. n. št.                | Sin Aleksandra III.                     | september 323–309 pr. n. št.            | 309 pr. n. št.                          | Kralj Makedonije kot Aleksander IV. do leta 309 pr. n. št., ko ga je ubil Antipatrov sin Kasander. |
|                                         | Regent                                  | Perdik                                  | ?                                       |                                         | junij 323–321 pr. n. št.                | 321 pr. n. št.                          | Regent za Aleksandra IV. in Filipa III., princa Orestide.                                          |
|                                         | Regent                                  | Antipater                               | 398 pr. n. št.                          | Sin Jola.                               | 321–319 pr. n. št.                      | 319 pr. n. št.                          | Regent za Aleksandra IV. in Filipa III.                                                            |
|                                         | Regent                                  | Poliperhon                              | 394 pr. n. št.                          | Sin Simija.                             | 319–316 pr. n. št.                      | 303 pr. n. št.                          | Regent za Aleksandra IV. in Filipa III., v Perziji brez prave oblasti.                             |
|                                         | Regent                                  | Kasander                                | ? pr. n. št.                            | Antipatrov sin.                         | 316–309 pr. n. št.                      | 297 pr. n. št.                          | Regent za Aleksandra IV. in njegov morilec, v Perziji brez prave oblasti.                          |

## Selevkidsko cesarstvo (311–129 pr. n. št. )
| Portret                        | Naslov                         | Vladarsko ime                  | Osebno ime                     | Rojstvo                        | Sorodstvo                      | Vladanje                       | Smrt                           | Komentar                                                                            |
| Selevkidi (311–129 pr. n. št.) | Selevkidi (311–129 pr. n. št.) | Selevkidi (311–129 pr. n. št.) | Selevkidi (311–129 pr. n. št.) | Selevkidi (311–129 pr. n. št.) | Selevkidi (311–129 pr. n. št.) | Selevkidi (311–129 pr. n. št.) | Selevkidi (311–129 pr. n. št.) | Selevkidi (311–129 pr. n. št.)                                                      |
| ------------------------------ | ------------------------------ | ------------------------------ | ------------------------------ | ------------------------------ | ------------------------------ | ------------------------------ | ------------------------------ | ----------------------------------------------------------------------------------- |
|                                | King                           | Selevk I. Nikator              | –                              | okoli 358 pr. n. št.           | Sin Antioha sina Selevka.      | 311–281 pr. n. št.             | 281 pr. n. št.                 | Kot "kralj" se je naslavljal od leta 306 pr. n. št.                                 |
|                                | Kralj                          | Antioh I. Soter                | –                              | ?                              | Sin Selevka I.                 | 281–261 pr. n. št.             | 261 pr. n. št.                 | Sovladar od leta 291 pr. n. št.                                                     |
|                                | Kralj                          | Antioh II. Teos                | –                              | 286 pr. n. št.                 | Sin Antioha I.                 | 261–246 pr. n. št.             | 246 pr. n. št.                 |                                                                                     |
|                                | Kralj                          | Selevk II. Kalinik             | –                              | ?                              | Sin Antioha II.                | 246–225 pr. n. št.             | 225 pr. n. št.                 |                                                                                     |
|                                | Kralj                          | Selevk III. Keraun             | Aleksander                     | okoli 243 pr. n. št.           | Sin Selevka II.                | 225–223 pr. n. št.             | 223 pr. n. št.                 |                                                                                     |
|                                | Veliki kralj                   | Antioh III. Veliki             | –                              | okoli 241 pr. n. št.           | Sin Selevka II.                | 223–187 pr. n. št.             | 187 pr. n. št.                 |                                                                                     |
|                                | Kralj                          | Selevk IV. Filopator           | –                              | ?                              | Sin Antioha III.               | 187–175 pr. n. št.             | 175 pr. n. št.                 |                                                                                     |
|                                | Kralj                          | Antioh                         | –                              | okoli 180 pr. n. št.           | Sin Selevka IV.                | 175–170 pr. n. št.             | 170 pr. n. št.                 | Umoril ga je Antioh IV. Epifan.                                                     |
|                                | Kralj                          | Antioh IV. Epifan              | Mitridat                       | okoli 215 pr. n. št.           | Sin Antioha III.               | 175–163 pr. n. št.             | 163 pr. n. št.                 | Ubit v Elimaju.                                                                     |
|                                | Kralj                          | Antioh V. Eupator              | –                              | okoli 172 pr. n. št.           | Sin Antioha IV.                | 163–161 pr. n. št.             | 161 pr. n. št.                 |                                                                                     |
|                                | Kralj                          | Demetrij I. Soter              | –                              | 185 pr. n. št.                 | Sin Selevka IV.                | 161–150 pr. n. št.             | 150 pr. n. št.                 |                                                                                     |
|                                | Kralj                          | Aleksander Balas               | –                              | ?                              | Domnevno sin Antioha IV.       | 150–146 pr. n. št.             | 146 pr. n. št.                 |                                                                                     |
|                                | Kralj                          | Demetrij II. Nikator           | –                              | ?                              | Sin Demetrija I.               | 146–139 pr. n. št.             | 139 pr. n. št.                 | Poražen in ujet v vojni s Parti. Poročen z Rodoguno, hčerko Mitridata I. Partskega. |
|                                | Kralj                          | Antioh VI. Dioniz              | –                              | 148 pr. n. št.                 | Sin Aleksandra III.            | 145–142 pr. n. št.             | 138 pr. n. št.                 | V sporu z Demetrijem II.                                                            |
|                                | Kralj                          | Antioh VII. Sidet              | –                              | ?                              | Sin Demetrija I.               | 139–129 pr. n. št.             | 129 pr. n. št.                 | Ubit v bitki s Fraatom II. Partskim.                                                |

Leta 247 pr. n. št je Arsak I.  ustanovil Partsko cesarstvo in začel širiti svoje ozemlje, dokler niso Selevkidi sredi 2. stoletja pr. n. št v celoti izgubili oblast nad Perzijo. Po Antiohu IV. je bilo več Selevkidskih vladarjev iz Sirije in nekaj časa iz Babilonije, vendar noben ni imel večje moči v Perziji.

## Fratarake
Zgleda, da so bili fratarake guvernerji ali natančneje podsatrapski guvernerji Selevkidskega cesarstva.
| Ime | Ime                                                 | Datum                                 | Kovanci | Sorodstvo                            | Komentar |
| --- | --------------------------------------------------- | ------------------------------------- | ------- | ------------------------------------ | --- |
| 1   | Bajdad (bgdt)                                       | 3. stoletje pr. n. št.                |         | Frataraška dinastija. Bajkardov sin. | Guuverner Selevkidskega cesarstva. Na kovancu je aramejski napis bgdt prtrk' zy 'lhy' (Bajdād, fratarakā bogov).                          |
| 2   | Ardahšir I. (rtḥštry)                               | sredina 3. stoletja pr. n. št.        |         | Frataraška dinastija.                | Guverner Selevkidskega cesarstva. |
| 3   | Vahbarz (whwbrz - v Poljenu 7.40 omenjen kot Oborz) | sredina 3. stoletja pr. n. št.        |         | Frataraška dinastija.                | Guverner Selevkidskega cesarstva. |
| 4   | Vadfradad I. (wtprdt)                               | 3. stoletje pr. n. št.                |         | Frataraška dinastija. Vahbarzov sin. | Guverner Selevkidskega cesarstva. |
| 5   | Vadfradad II.                                       | okoli 140 pr. n. št.                  |         | Frataraška dinastija.                | Guverner Selevkidskega cesarstva v prehodnem obdobju. Na kovancu je aramejski napis wtprdt [p]rtrk' zy 'ly' (Vādfradād, frataraka bogov). |
| 6   | Neznani kralj I. (Syknlt?)                          | druga polovica 2. stoletja pr. n. št. |         | ?                                    | Prehodno obdobje. Na kovancu ni napisa.                                                                                                   |

Nedavna odkritja perzijskih kovancev kažejo, da so vladali verjetno v naslednjem zaporedju: Ardašir I., Vahbarz, Vadfradad I., Bajdad in Vadfradad II. 

## Kralji Perzije (Farsa)
| Ime | Ime                                             | Datum                                 | Kovanci | Sorodstvo                         | Komentar |
| --- | ----------------------------------------------- | ------------------------------------- | ------- | --------------------------------- | --- |
| 7   | Darev I.                                        | konec 2. stoletja pr. n. št.          |         | ?                                 | Darev I. in njegovi nasledniki so bilo podkralji Partskega cesarstva. Na kovancu je aramejski napis d’ryw mlk (𐡃‬𐡀𐡓𐡉‬‬𐡅‬ 𐡌𐡋‬𐡊‬, Kralj Darev). |
| 8   | Vadfradad III.                                  | prva polovica 1. stoletja pr. n. št.  |         | ?                                 | Podkralj Partskega cesarstva. Na kovancu je aramejski napis wtprdt mlk (𐡅‬𐡕‬𐡐‬𐡓‬𐡃‬𐡕 𐡌‬𐡋𐡊‬, Kralj Vadfradad).                                   |
| 9   | Darev II.                                       | 1. stoletje pr. n. št.                |         | Sin Vadfradada III.               | Podkralj Partskega cesarstva. Na kovancu je aramejski napis d’ryw mlk brh wtprdt mlk' (Kralj Darev, sin kralja Vadfradada).             |
| 10  | Ardahšir II.                                    | druga polovica 1. stoletja pr. n. št. |         | Sin Dareva II.                    | Podkralj Partskega cesarstva. Brat Vahšir I. ga je ubil.                                                                                |
| 11  | Vahšir (Oksater)                                | druga polovica 1. stoletja pr. n. št. |         | Sin Dareva II.                    | Podkralj Partskega cesarstva. |
| 12  | Pakor I.                                        | prva polovica 1. stoletja n. št.      |         | Sin Vahširja I.                   | Podkralj Partskega cesarstva. |
| 13  | Pakor II.                                       | prva polovica 1. stoletja n. št.      |         | ?                                 | Podkralj Partskega cesarstva. |
| 14  | Nambed                                          | sredina 1. stoletja n. št.            |         | Sin Ardahširja II.                | Podkralj Partskega cesarstva. |
| 15  | Napad                                           | druga polovica 1. stoletja n. št.     |         | Sin Nambeda.                      | Podkralj Partskega cesarstva. |
| 16  | 'Neznani kralj II.'                             | konec 1. stoletja n. št.              |         | ?                                 | Podkralj Partskega cesarstva. |
| 17  | Vadfradad IV.                                   | prva polovica 2. stoletja n. št.      |         | ?                                 | Podkralj Partskega cesarstva. |
| 18  | Mančir I.                                       | prva polovica 2. stoletja n. št.      |         | ?                                 | Podkralj Partskega cesarstva. |
| 19  | Ardašir III.                                    | prva polovica 2. stoletja n. št.      |         | Sin Mančirja I.                   | Podkralj Partskega cesarstva. |
| 20  | Mančir II.                                      | sredina 2. stoletja n. št.            |         | Sin Ardaširja III.                | Podkralj Partskega cesarstva. |
| 21  | Neprepoznan kralj III./ predhodnik Pakorja III. | druga polovica 2. stoletja n. št.     |         | ?                                 | Podkralj Partskega cesarstva. |
| 22  | Mančir III.                                     | druga polovica 2. stoletja n. št.     |         | Sin Manširja II.                  | Podkralj Partskega cesarstva. |
| 23  | Ardašir IV.                                     | konec 2. stoletja n. št.              |         | Sin Mančirja III.                 | Podkralj Partskega cesarstva. |
| 24  | Vahšir II. (Oksater)                            | okoli 206-210 n. št.                  |         | ?                                 | Podkralj Partskega cesarstva. Zadnji Bazarangid.                                                                                        |
| 25  | Šapur                                           | začetek 3. stoletja n. št.            |         | Brat prvega Sasanida Ardaširja I. | Podkralj Partskega cesarstva. |
| 26  | Ardašir V. (Sasanidska dinastija Ardašir I.)    | začetek 3. stoletja n. št.            |         |                                   | Podkralj Partskega cesarstva. Prvi sasanidski vladar.                                                                                   |

## Partsko cesarstvo(247 pr. n. št. – 228 n. št.)
Selevkidska dinastija je postopno izgubila oblast v Perziji. Leta 253 se je v Partiji uveljavila dinastija Arsakidov. Parti so postopoma širili svoji oblast, dokler niso sredi 2. stoletja pr. n. št.  Selevkidi izgubili vso oblast. Oblast na vzhodu cesarstva je Antioh VII. Sidet dokončno izgubil leta 129 pr. n. št. 
| Portret                                                    | Naslov                                                                                    | Vladarski ime                                              | Osebno ime                                                 | Rojstvo                                                    | Sorodstvo                                                             | Vladanja                                                   | Smrt                                                       | Komentar                                                                                    |
| Partska Arsakidska dinastija (247 pr. n. št. – 228 n. št.) | Partska Arsakidska dinastija (247 pr. n. št. – 228 n. št.)                                | Partska Arsakidska dinastija (247 pr. n. št. – 228 n. št.) | Partska Arsakidska dinastija (247 pr. n. št. – 228 n. št.) | Partska Arsakidska dinastija (247 pr. n. št. – 228 n. št.) | Partska Arsakidska dinastija (247 pr. n. št. – 228 n. št.)            | Partska Arsakidska dinastija (247 pr. n. št. – 228 n. št.) | Partska Arsakidska dinastija (247 pr. n. št. – 228 n. št.) | Partska Arsakidska dinastija (247 pr. n. št. – 228 n. št.)                                  |
| ---------------------------------------------------------- | ----------------------------------------------------------------------------------------- | ---------------------------------------------------------- | ---------------------------------------------------------- | ---------------------------------------------------------- | --------------------------------------------------------------------- | ---------------------------------------------------------- | ---------------------------------------------------------- | ------------------------------------------------------------------------------------------- |
|                                                            | Kralj, karen, avtokrat                                                                    | Arsak I.                                                   | Tiridat I. ali Arsak                                       | ?                                                          | Potomec Arsaka, sina Friapata, ki je bil verjetno sin Artakserksa II. | 247–211 pr. n. št.                                         | 211 pr. n. št.                                             |                                                                                             |
|                                                            | ?                                                                                         | Arsak II.                                                  | Artaban I. ali Arsak                                       | ?                                                          | Sin Arsaka I.                                                         | 211–185 pr. n. št.                                         | 185 pr. n. št.                                             |                                                                                             |
|                                                            | ?                                                                                         | Arsak III.                                                 | Friapatij                                                  | ?                                                          | Vnuk Tiridata I.                                                      | 185–170 pr. n. št.                                         | 170 pr. n. št.                                             |                                                                                             |
|                                                            | ?                                                                                         | Arsak IV.                                                  | Fraat I.                                                   | ?                                                          | Sin Friapatija.                                                       | 170–167 pr. n. št.                                         | 167 pr. n. št.                                             |                                                                                             |
|                                                            | Veliki kralj, Teos, Teopator, Filhelen                                                    | Arsak V.                                                   | Mitridat I.                                                | ?                                                          | Sin Friapatija.                                                       | 167 –132 pr. n. št.                                        | 132 pr. n. št.                                             |                                                                                             |
|                                                            | Veliki kralj, Filopator, Teopator, Nikifor                                                | Arsak VI.                                                  | Fraat II.                                                  | ?                                                          | Sin Mitridata I.                                                      | 132–127 pr. n. št.                                         | 127 pr. n. št.                                             | Ubit v bitki s Skiti.                                                                       |
|                                                            | Kralj                                                                                     | Arsak VII.                                                 | Artaban II.                                                | ?                                                          | Sin Friapatija.                                                       | 127–126 pr. n. št.                                         | 126 pr. n. št.                                             | Ubit v bitki s Točarji.                                                                     |
|                                                            | Veliki kralj, teopator, Filadelf, Filhelen, Epifan                                        | Arsak VIII.                                                | Vologaz (?)                                                | ?                                                          | Sin Friapatija.                                                       | 126–122 pr. n. št.                                         | 122 pr. n. št.                                             | Prvi arsakidski kralj Medije, Arana in Iberije.                                             |
|                                                            | Veliki kralj, kralj kraljev, Epifan, Filhelen                                             | Arsak IX.                                                  | Artaban (?)                                                | ?                                                          | Sin Artabana II.                                                      | 122–121 pr. n. št.                                         | 121 pr. n. št.                                             | Ubit v bitki z Medijci.                                                                     |
|                                                            | Veliki kralj, veliki kralj kraljev, Epifan, Soter                                         | Arsak X.                                                   | Mitridat II.                                               | ?                                                          | Sin Artabana II.                                                      | 121–91 pr. n. št.                                          | 91 pr. n. št.                                              |                                                                                             |
|                                                            | Veliki kralj, Eepifan, Filhelen, Everget, avtokrat                                        | Arsak XI.                                                  | Gotarz I.                                                  | ?                                                          | Sin Mitridata II.                                                     | 91–87 pr. n. št.                                           | 87 pr. n. št.                                              |                                                                                             |
|                                                            | Veliki kralj, Teopator, Nikator                                                           | Arsak XII.                                                 | Artaban (?)                                                | ?                                                          | Verjetno sin Arsaka VIII. Vologaza                                    | 91–77? pr. n. št.                                          | 77 (?) pr. n. št.                                          |                                                                                             |
|                                                            | Veliki kralj, veliki kralj kraljev, Dikaj, Everget, Filhelen, avtokrat, Filopator, Epifan | Arsak XIII.                                                | Mitridat                                                   | ?                                                          | Verjetno sin Mitridata II.                                            | 88–67 pr. n. št.                                           | 67 pr. n. št.                                              |                                                                                             |
|                                                            | Veliki kralj kraljev, Everget, Epifan, Filhelen                                           | Arsak XIV.                                                 | Orod I.                                                    | ?                                                          | Verjetno sin Mitridata II.                                            | 80–75 pr. n. št.                                           | 75 pr. n. št.                                              |                                                                                             |
|                                                            | Veliki kralj, Teopator, Everget, Epifan, Filhelen                                         | Arsak XV.                                                  | Sanatruk                                                   | 157 pr. n. št.                                             | Verjetno sin Arsaka VIII. Vologaza (?)                                | 77–70 pr. n. št.                                           | 70 pr. n. št.                                              |                                                                                             |
|                                                            | Veliki kralj, Teopator, Everget, Epifan, Filhelen, Evzeb                                  | Arsak XVI.                                                 | Arsak (?) ali Vardan (?) ali Vonon (?)                     | ?                                                          | ?                                                                     | 77–66 pr. n. št.                                           | 66 pr. n. št.                                              | Najbolj zamračen velik monarh 1. tisočletja pr. n. št. O njem ni trenutno prav nič znanega. |
|                                                            | Veliki kralj, Teos, Everget, Epifan, Filhelen                                             | Arsak XVII.                                                | Fraat III.                                                 | ?                                                          | Sin Sanatruka.                                                        | 70–57 pr. n. št.                                           | 57 pr. n. št.                                              | Ubil ga je Orod II.                                                                         |
|                                                            | Veliki kralj, Filopator, Everget, Epifan, Filhelen                                        | Arsak XVIII.                                               | ?                                                          | ?                                                          | Verjetno sin Arsaka XVI.                                              | 66–63 pr. n. št.                                           | 63 pr. n. št.                                              | Drugi najbolj zamračen monarh 1. tisočletja pr. n. št. O njem ni trenutno prav nič znanega. |
|                                                            | Veliki kralj, veliki kralj kraljev, Dikaj, Epifan, Teos, Eupator, Teopator, Filhelen      | Arsak XIX.                                                 | Mitridat III.                                              | ?                                                          | Sin Fraata III.                                                       | 65 –54 pr. n. št.                                          | 54 pr. n. št.                                              | Ubil ga je Orod II.                                                                         |
|                                                            | Kralj kraljev, Filopator, Eupator, Everget, Dikaj, Filhelen, Ktist                        | Arsak XX.                                                  | Orod II.                                                   | ?                                                          | Sin Fraata III.                                                       | 57–38 pr. n. št.                                           | 38 pr. n. št.                                              | Ubil ga je Fraat IV.                                                                        |
|                                                            | Kralj kraljev, Everget, Dikaj, Epifan, Filhelen                                           | Arsak XXI.                                                 | Pakor I.                                                   | ?                                                          | Sin Oroda II.                                                         | 50–38 pr. n. št.                                           | 38 pr. n. št.                                              | Ubit v bitki z Rimljani.                                                                    |
|                                                            | Kralj kraljev, Everget, Dikaj, Epifan, Filhelen                                           | Arsak XXII.                                                | Fraat IV.                                                  | ?                                                          | Sin Oroda II.                                                         | 38–2 pr. n. št.                                            | 2 pr. n. št.                                               | Ubila ga je Muza Partska.                                                                   |
|                                                            | Kralj kraljev, Everget, Dikaj, Epifan, Filhelen, avtokrat, Filoromej                      | Arsak XXIII.                                               | Tiridat II.                                                | ?                                                          | Verjetno potomec Arsaka XIII. Mitridata.                              | 30–25 pr. n. št.                                           | po 23 pr. n. št.                                           | Po odstavitvi odšel v Rim.                                                                  |
|                                                            | ?                                                                                         | Arsak XXIV.                                                | Mitridat                                                   | ?                                                          | Verjetno potomec Arsaka XIII. Mitridata.                              | 12–9 pr. n. št.                                            | ?                                                          |                                                                                             |
|                                                            | Kraljica kraljic, Tea, Uranija                                                            | Muza                                                       | Muza Partska                                               | ?                                                          | Kraljica Fraata IV.                                                   | 2 pr. n. št. – 4 n. št.                                    | 4? n. št.                                                  | Mati Fraata V.                                                                              |
|                                                            | Kralj kraljev, Everget, Dikaj, Epifan, Filhelen                                           | Arsak XXV.                                                 | Fraat V. (Fraatek)                                         | ?                                                          | Sin Fraata IV. in Muze Partske.                                       | 2 pr. n. št. – 4 n. št.                                    | 4 n. št.                                                   | Po odstavitvi odšel v Rim.                                                                  |
|                                                            | Kralj kraljev, Everget, Dikaj, Epifan, Filhelen                                           | Arsak XXVI.                                                | Orod III.                                                  | ?                                                          | Verjetno potomec Arsaka XIII. Mitridata.                              | 4–6 n. št.                                                 | 6                                                          | Ubili so ga partski aristokrati.                                                            |
|                                                            | Veliki kralj, Everget, Dikaj, Epifan, Filhelen, Nikifor                                   | Arsak XXVII.                                               | Vonon I.                                                   | ?                                                          | Sin Fraata IV.                                                        | 8–12                                                       | 19                                                         | Po odstavitvi odšel v Rim. Rimljani so ga kasneje ubili.                                    |
|                                                            | Kralkj kraljev, Everget, Dikaj, Epifan, Filhelen                                          | Arsak XXVIII.                                              | Artaban III.                                               | ?                                                          | Verjetno potomec Arsaka XIII. Mitridata.                              | 10–40                                                      | 40                                                         |                                                                                             |
|                                                            | ?                                                                                         | Arsak XXIX.                                                | Tiridat III.                                               | ?                                                          | Verjetno potomec Tiridata II.                                         | 35–36                                                      | ?                                                          | Po odstavitvi odšel v Rim.                                                                  |
|                                                            | ?                                                                                         | Arsak XXX.                                                 | Cinam                                                      | ?                                                          | Sin Artabana III.                                                     | 37                                                         | ?                                                          | Odstopil.                                                                                   |
|                                                            | Kralj kraljev, Everget, Dikaj, Epifan, Filhelen                                           | Arsak XXXI.                                                | Gotarz II.                                                 | 11                                                         | Sin Artabana III.                                                     | 40–51                                                      | 51                                                         |                                                                                             |
|                                                            | Kralj kraljev, Everget, Dikaj, Epifan, Filhelen                                           | Arsak XXXII.                                               | Vardan I.                                                  | ?                                                          | Sin Artabana III.                                                     | 40–46                                                      | 46                                                         | Ubil ga je Gotarz III.                                                                      |
|                                                            | Kralj kraljev, Everget, Dikaj, Epifan, Filhelen                                           | Arsak XXXIII.                                              | Vonon II.                                                  | ?                                                          | Verjetno sin Artabana III.                                            | okoli 45–51                                                | 51                                                         |                                                                                             |
|                                                            | ?                                                                                         | Arsak XXXIV.                                               | Mitridat                                                   | ?                                                          | Sin Vonona I.                                                         | 49–50                                                      | ?                                                          | Gotarz II. ga je pohabil in ubil.                                                           |
|                                                            | Kralj kraljev, Everget, Dikaj, Epifan, Filhelen, gospodar                                 | Arsak XXXV.                                                | Vologas I.                                                 | ?                                                          | Sin Vonona II.                                                        | 77                                                         |                                                            |                                                                                             |
|                                                            | Kralj kraljev, Everget, Dikaj, Epifan, Filhelen                                           | Arsak XXXVI.                                               | Vardan II.                                                 | ?                                                          | Sin Vologasa I.                                                       | 55–58                                                      | ?                                                          | Odstavljen.                                                                                 |
|                                                            | Kralj kraljev, Everget, Dikaj, Epifan, Filhelen                                           | Arsak XXXVII.                                              | Vologas II.                                                | ?                                                          | Verjetno starejši sin Vologasa I.                                     | 77–89/90                                                   | ?                                                          |                                                                                             |
|                                                            | Kralj kraljev, Everget, Dikaj, Epifan, Filhelen                                           | Arsak XXXVIII.                                             | Pakor II.                                                  | ?                                                          | Verjetno mlajši sin Vologasa I.                                       | 77–115                                                     | 115                                                        |                                                                                             |
|                                                            | Kralj kraljev, Everget, Dikaj, Epifan, Filhelen                                           | Arsak XXXIX.                                               | Artaban IV.                                                | ?                                                          | Verjetno sin Vologasa I. ali Artabana III.                            | 80–81                                                      | ?                                                          |                                                                                             |
|                                                            | Kralj kraljev, Everget, Dikaj, Epifan, Filhelen                                           | Arsak XL.                                                  | Kosroj I.                                                  | ?                                                          | Brat Pakorja II.                                                      | 89/90–130                                                  | 130                                                        |                                                                                             |
|                                                            | Kralj kraljev, Everget, Dikaj, Epifan, Filhelen                                           | Arsak XLI.                                                 | Vologas III.                                               | ?                                                          | Verjetno sin Sanatruka I.                                             | 105–148                                                    | 148                                                        | Bil je tudi kralj Armenije kot Vologas I.                                                   |
|                                                            | Kralj kraljev, Everget, Dikaj, Epifan, Filhelen                                           | Arsak XLII.                                                | Partamaspat                                                | ?                                                          | Sin Kosroja I.                                                        | 116–117                                                    | po 123                                                     | Po osdstavitvi odšel v Rim.                                                                 |
|                                                            | Kralj kraljev, Everget, Dikaj, Epifan, Filhelen                                           | Arsak XLII.                                                | Partamaspat                                                | ?                                                          | Sin Kosroja I.                                                        | 116–117                                                    | po 123                                                     | Po osdstavitvi odšel v Rim.                                                                 |
|                                                            |                                                                                           |                                                            | Sanatruk II.                                               | ?                                                          | Sin Mitridata IV.                                                     | 116                                                        |                                                            |                                                                                             |
|                                                            | Kralj kraljev, Everget, Dikaj, Epifan, Filhelen                                           | Arsak XLIV.                                                | ?                                                          | ?                                                          | ?                                                                     | okoli 140 – okoli 140                                      | okoli 140                                                  |                                                                                             |
|                                                            | Kralj kraljev, Everget, Dikaj, Epifan, Filhelen                                           | Arsak XLV.                                                 | Vologas IV.                                                | ?                                                          | Sin Mitridata IV.                                                     | 148–191                                                    | 191                                                        |                                                                                             |
|                                                            | Kralj kraljev, Everget, Dikaj, Epifan, Filhelen                                           | Arsak XLVI.                                                | Vologas V.                                                 | ?                                                          | Sin Vologasa IV.                                                      | 191–208                                                    | 208                                                        |                                                                                             |
|                                                            | Kralj kraljev, Everget, Dikaj, Epifan, Filhelen                                           | Arsak XLVII.                                               | Kosroj II.                                                 | ?                                                          | Verjetno sin Vologas IV.                                              | okoli 190 – okoli 195                                      | ?                                                          |                                                                                             |
|                                                            | Kralj kraljev, Everget, Dikaj, Epifan, Filhelen                                           | Arsak XLVIII.                                              | Vologas VI.                                                | 181                                                        | Sin Vologasa V.                                                       | 208–228                                                    | 228                                                        | Ardašir I. ga je ubil.                                                                      |
|                                                            | Kralj kraljev, Everget, Dikaj, Epifan, Filhelen                                           | Arsak XLIX.                                                | Artaban V.                                                 | ?                                                          | Sin Vologasa V.                                                       | 213–226                                                    | 226                                                        | Ardašir I. ga je ubil.                                                                      |
|                                                            | Kralj kraljev, Everget, Dikaj, Epifan, Filhelen                                           | Arsak L.                                                   | Tiridat IV.                                                | ?                                                          | Sin Vologasa IV.                                                      | 217–222                                                    | ?                                                          | Bil je tudi kralj Armenije.                                                                 |

## Sasanidsko cesarstvo (224–651)
| Portret      | Naslov                         | Vladarsko ime    | Osebno ime      | Rojstvo  | Sorodstvo                                                                        | Vladanje                                                 | Smrt              | Komentar |
| Sasanidi     | Sasanidi                       | Sasanidi         | Sasanidi        | Sasanidi | Sasanidi                                                                         | Sasanidi                                                 | Sasanidi          | Sasanidi |
| ------------ | ------------------------------ | ---------------- | --------------- | -------- | -------------------------------------------------------------------------------- | -------------------------------------------------------- | ----------------- | --- |
|              | Šahinšah                       | Ardašir I.       | –               | 180      | Sin Papaka, sina Sasana.                                                         | 28. april 224 – februar 242                              | februar 242       | |
|              | Šahinšah                       | Šapur I.         | –               | 215      | Sin Ardaširja I.                                                                 | 12. april 240 – maj 270                                  | maj 270           | Utrdil in razširil je Sasanidsko cesarstvo, se vojskoval z Rimskim cesarstvom in s cesarjem Filipom Arabcem sklenil mirovni sporazum, ki so ga Rimljani imeli za "najbolj sramotnega v rimski zgodovini".                                                            |
|              | Šahinšah, vuzurg Armananšah    | Hormizd I.       | Hormizd-Ardašir | ?        | Sin Šapurja I.                                                                   | maj 270 – junij 271                                      | junij 271         | Sodeloval je v očetovih vojnah proti Rimskemu cesarstvu in bil guverner Armenije, sicer pa se med njegovim vladanjem v Iranu ni zgodilo nič posebnega. |
|              | Šahinšah, Gilanšah             | Bahram I.        | –               | ?        | Sin Šapurja I.                                                                   | junij 271 – september 274                                | september 274     | Z njegovo vladavino se je končala sasanidska strpnost do manihejstva. Zaratustrstvo postane državna vera. |
|              | Šahinšah                       | Bahram II.       | –               | ?        | Sin Bahrama I.                                                                   | september 274 – 293                                      | 293               | |
|              | Šahinšah, Sakanšah             | Bahram III.      | –               | ?        | Sin Bahrama II.                                                                  | 293                                                      | 293               | Bahram III. se šteje za prešibkega vladarja, da bi vladal obsežnemu cesarstvu. Večina plemstva je izpodbijala njegovo nasledstvo in obljubila zvestobo njegovemu staremu stricu Narsehu. Odstavljen.                                                                 |
|              | Šahinšah, Vuzurg Armananšah    | Narseh           | –               | ?        | Sin Šapurja I.                                                                   | 293–302                                                  | 302               | Kot satrap Kušana in vseh vhodnih sasanidskih ozemelj je leta 293 z državnim udarom odstavil Bahrama III. in končal večletno obdobje notranje nestabilnosti. Obnovil je sasanidsko ekspanzionistično zunanjo politiko.                                               |
|              | Šahinšah                       | Hormizd II.      | –               | ?        | Narsehov sin.                                                                    | 302–309                                                  | 309               | Vladavino Hormizda II. so zaznamovali notranji pretresi, s katerimi se je uspešno spopadal. Vladavino so prekinile spletke iranskega plemstva, ki ga je na osamljenem kraju umorilo.                                                                                 |
|              | Šahinšah                       | Adur Narseh      | –               | ?        | Sin Hormizda II.                                                                 | 309                                                      | 309               | Iranski aristokrati so ga ubili. |
|              | Šahinšah, Dhu al-aktaf         | Šapur II.        | –               | 309      | Sin Hormizda II.                                                                 | 309–379                                                  | 379               | Spada med štiri najslavnejše iranske vladarje. Z njegovo vladavino se je začela prva zlata doba cesarstva. Izvajal je strogo versko politiko, kaznoval heretike in odpadnike in preganjal kristjane. Do Judov je bil prijateljsko razpoložen.                        |
|              | Šahinšah                       | Ardašir II.      | –               | 309/310  | Sin Hormizda II.                                                                 | 379–383                                                  | 383               | |
|              | Šahinšah                       | Šapur III.       | –               | ?        | Sin Šapurja II.                                                                  | 383 – december 388                                       | december 388      | Z Rimljani je sklenil sporazum o delitvi Armenije, na vzhodu pa je v vojni z Alhonskimi Huni izgubil Kabul. |
|              | Šahinšah, Kirmanšah            | Bahram IV.       | –               | ?        | Sin Špurja II.                                                                   | december 388 – 399                                       | 399               | Neučinkovit in med plemstvom in zaratustrsko duhovščino osovražen vladar. Leta 399 so ga ubili lastni vojaki. |
|              | Šahinšah                       | Jazdegerd I.     | –               | 363      | Sin Šapurja III.                                                                 | 399 – 21. januar 420                                     | 21. januar 420    | Vladavina Jazdegerda I. je bila obdobje prenove. Vodil je strpno versko in miroljubno zunanjo politiko, ki ni bila skladna z interesi plemstva in zaratustrske duhovščine, zato so ga umorili.                                                                       |
|              | Šahinšah                       | Šapur IV.        | –               | ?        | Sin Jazdegerda I.                                                                | 420                                                      | 420               | Kralj Armenije. Po očetovi smrti prevzel oblast in vladal zelo malo časa, ker sta ga plemstvo in duhovščina umorila. |
|              | Šahinšah                       | Kozrav Uzurpator | –               | ?        | Sin Bahrama IV..                                                                 | 420                                                      | ?                 | Za šaha ga je izvolilo plemstvo in duhovščina po umoru Šapurja IV. Njegova usoda po odstopu s prestola ni znana. |
|              | Šahinšah                       | Bahram V.        | –               | 406      | Sin Jazdegerda I.                                                                | 21. januar 420 – 20. junij 438                           | 20. junij 438     | |
|              | Šahinšah                       | Jazdegerd II.    | –               | ?        | Sin Bahrama V.                                                                   | 20. junij 438 – 15. december 457                         | 15. december 457  | |
|              | Šahinšah                       | Hormizd III.     | –               | 399      | Sin Jazdegerda II.                                                               | 457–459                                                  | 459               | Peroz I. ga je ubil. |
|              | Šahinšah                       | Peroz I.         | –               | 459      | Sin Jazdegerda II.                                                               | 457 – januar 484                                         | januar 484        | Ubit v bitki s Heftaliti. |
|              | Šahinšah                       | Balaš            | –               | ?        | Sin Jazdegerda II.                                                               | februar 484 – 488                                        | 488               | |
|              | Šahinšah                       | Kavad I.         | –               | 449      | Sin Peroza I.                                                                    | 488–496                                                  | 13. september 531 | Odstavljen. Po več zmagah in porazih v vojni z Bizantinci je leta 532 z njimi sklenil "večni mir". Nadoblasti Heftalitov se mogel otresti, a je kljub temu ustanovil nekaj mest in začel urejati davčni sistem in notranjo upravo.                                   |
|              | Šahinšah                       | Džamasp          | –               | ?        | Sin Peroza I.                                                                    | 496–498                                                  | 502               | Odstavljen. |
|              | Šahinšah, Anuširavan, Pravični | Kozrav I.        | –               | 500      | Sin Kavada I.                                                                    | 13. september 531 – 31. januar 579                       | 31. januar 579    | Uvedel učinkovit davčni sistem, ki je temeljil na popisu zemljiških posesti. Uvedel je nove enote dehkanov (vitezov), ki jih je plačevala država. Bolj ali manj uspešno se je vojskoval z Bizantinci. S pomočjo polbrata jemenskega kralja je osvojil južno Arabijo. |
|              | Šahinšah                       | Hormizd IV.      | –               | 540      | Sin Kozrava I.                                                                   | 31. januar 579 – 5. september 590                        | 5. september 590  | Vistahm ga je ubil. |
|              | Šahinšah, Aparviz              | Kozrav II.       | –               | 570      | Sin Hormizda IV.                                                                 | september 590 – september 590                            | 28. februar 628   | Odstavljen, odšel na bizantinsko ozemlje. |
| Mihranidi    |                                |                  |                 |          |                                                                                  |                                                          |                   | |
|              | Šahinšah, Čubineh              | Bahram VI.       | Merbandak       | ?        | Sin Bahrama Gušnaspa Mihranskega                                                 | september 590 – januar 591                               | 591               | Umorjen na ukaz Kozrava II. |
| Sasanidi     |                                |                  |                 |          |                                                                                  |                                                          |                   | |
|              | Šahinšah, Aparviz              | Kozrav II.       | –               | 570      | Sin Hormizda IV.                                                                 | januar 591 – 25. februar 628                             | 28. februar 628   | Usmrčen na ukaz Kavada II. |
| Ispahbudani  |                                |                  |                 |          |                                                                                  |                                                          |                   | |
|              | Šahinšah                       | Bistam           | –               | ?        | Sin Šašurja Ispahbudanskega; stric Kozrava II. in mož Gorduje, sestre Bahrama V. | 591 – 596 ali 600                                        | 596 ali 600       | Ubila ga je žena Gorduja ali njegov general Pariovk. |
|              | Šahinšah                       | Hormizd V.       | –               |          |                                                                                  | 593                                                      |                   | |
| Sasanidi     |                                |                  |                 |          |                                                                                  |                                                          |                   | |
|              | Šahinšah                       | Kavad II.        | Širuja          | ?        | Sin Kozrava II.                                                                  | 25. februar 628 – 15. september 628                      | 15. september 628 | Umrl zaradi kuge. |
|              | Šahainšah                      | Ardašir III.     | –               | 621      | Sin Kavada II.                                                                   | 15. september 628 – 27. april 629                        | 27. april 629     | Šahbaraz ga je ubil. |
| Mihranidi    |                                |                  |                 |          |                                                                                  |                                                          |                   | |
|              | Šahinšah, Šarvaraz             | Šarbaraz         | –               | ?        | Sasanidski general iz Mihranske dinastije.                                       | 27. april 629 – 17. junij 629                            | 17. junih 629     | Ubit na Boranov ukaz. |
| Sasanidi     |                                |                  |                 |          |                                                                                  |                                                          |                   | |
|              | Šahinšah                       | Kozrav III.      | –               | ?        | Nečak Kozrava II.                                                                | 630                                                      | 630               | Ubit po petih dneh vladanja. |
|              | Šahbanu, Kraljica              | Boranduht        | –               | 590      | Hčerka Kozrava II.                                                               | 17. junij 629 – 16. junij 630 (prvič) 631 – 632 (drugič) | 632               | Iranski aristokrati so jo odstavili in zamenjali s Šapurjem Šahrvarazom. Po ponovnem prihodu na prestol so jo zadavili. |
|              | Šahinšah                       | Šapur-i Šarvaraz | –               | ?        | Sin Šahrbaraza in neznane sestre Kozrava II.                                     | 630                                                      | ?                 | Iranski aristokrati so ga odstavili in zamenjali z Azarmidohto. |
|              | Šhinšah                        | Peroz II.        | Gušnasp-Bandeh  | ?        | Sin Mihran-Gošnaspa in Čaharbaht, hčerke Jaznadada, sina Kozrava I.              | 630                                                      | 630               | Iranski aristokrati so ga ubili. |
|              | Šahbanu                        | Azarmidoht       | –               | ?        | Hčerka Kozrava II.                                                               | 630–631                                                  | 631               | Iranski aristokrati so jo ubili. |
|              | Šahinšah                       | Kozrav IV.       | Hurrazad        | ?        | Sin Kozrava II.                                                                  | 631                                                      | 631               | Iranski aristokrati so jo ubili. |
| Ispahbudhani |                                |                  |                 |          |                                                                                  |                                                          |                   | |
|              | Šahinšah                       | Faroh Hormizd    | –               | ?        | Sin sasanidskega generala Vindujiha, Vistahmov brat                              | 630–631                                                  | 631               | Ubit na Azarmidohtin ukaz. |
| Sasanidi     |                                |                  |                 |          |                                                                                  |                                                          |                   | |
|              | Šahinšah                       | Hormizd VI.      | –               | ?        | Vnuk Kozrava II.                                                                 | 630–631                                                  | 631               | Iranski aristokrati so jo ubili. |
|              | Šahinšah                       | Jazdegerd III.   | –               | 624      | Sin Šahrijarja, sina Kozrava II.                                                 | 16. junij 632–651                                        | 651               | Ubit. |

Opomba: Na splošno velja, da se je klasična Perzija končala s propadom Sasanidskega cesarstva zaradi muslimanske osvojitve Perzije.

## Dabujidsko kraljestvo (642–760)
Dabujidi so bili zoroastrska perzijska dinastija, ki je več kot sto let vladala na severu Irana, dokler je ni osvojil Abasidski kalifat.
| Portret            | Naslov                              | Ime                  | Rojstvo            | Sorodstvo              | Vladanje           | Smrt               | Komentar                           |
| Dabujidi (642–760) | Dabujidi (642–760)                  | Dabujidi (642–760)   | Dabujidi (642–760) | Dabujidi (642–760)     | Dabujidi (642–760) | Dabujidi (642–760) | Dabujidi (642–760)                 |
| ------------------ | ----------------------------------- | -------------------- | ------------------ | ---------------------- | ------------------ | ------------------ | ---------------------------------- |
|                    | Sepahbod                            | Gil Gavbara          | ?                  | Piruzov sin.           | 642–660            | 660                |                                    |
|                    | Sepahbod, Gil-Gilan, Padašvargaršah | Dabuja               | ?                  | Gil Gavbarov sin.      | 660–676            | 676                |                                    |
|                    | Sepahbod, Gil-Gilan, Padašvargaršah | Farukan I. Veliki    | ?                  | Dabujev sin.           | 712–728            | 728                |                                    |
|                    | Sepahbod, Gil-Gilan, Padašvargaršah | Dadburzmir           | ?                  | Sin Farukana Velikega. | 728–740/741        | 740/741            |                                    |
|                    | Sepahbod, Gil-Gilan, Padašvargaršah | Farukan II. Mali     | ?                  | Sin Farukana Velikega. | 740/741–747/48     | 747/48             | Regent za Kuršida Tabaristanskega. |
|                    | Sepahbod, Gil-Gilan, Padašvargaršah | Kuršid Tabaristanski | 734                | Sin Dadburzmirja.      | 740/741–760        | 761                | Naredil samomor.                   |

## Rašidunski kalifat (642–661)
| Portret | Naslov                                                    | Ime               | Kunja      | Rojen | Sorodstvo                                            | Vladanje | Smrt | Komentar                                                                                                |
| ------- | --------------------------------------------------------- | ----------------- | ---------- | ----- | ---------------------------------------------------- | -------- | ---- | --- |
|         | Al Faruk, Kalif, Emir al-Muminin                          | Omar              | Abu Hafs   | 583   | Sin Katab ibn Nufajla.                               | 642–644  | 644  | Omar je postal kalif leta 634; njegova vojska je leta 642 osvojila Perzijo. Ubil ga je Piruz Nahavandi. |
|         | Zonurain, Kalif, Emir al-Muminin                          | Utman ibn Afan    | Abu Amr    | 579   | Sin Afana iz omajadskega klana.                      | 644–656  | 656  | Ubili so ga uporniki.                                                                                   |
|         | Al-Mortaza, Kalif, Emir al-Muminin, Veliki imam, Mula Ali | Ali Ibn Abi Talib | Abul-Hasan | 598   | Sin Abu Taliba iz Hašemitskega klana, Mohamedov zet. | 656–661  | 661  | Ubili so ga Haridžiti.                                                                                  |

## Omajadski kalifat (661–750)
| Portret | Naslov                 | Ime                       | Kunja             | Rojen | Sorodstvo                                                                                | Vladanje | Smrt | Komentar                                                                  |
| ------- | ---------------------- | ------------------------- | ----------------- | ----- | ---------------------------------------------------------------------------------------- | -------- | ---- | ------------------------------------------------------------------------- |
|         | Kalif, Emir al-Muminin | Muavija I.                | Abu Abdulah       | ?     | Sin Abu Sufjan ibn Harba, bratranec Utman ibn Afana in drugi bratranec preroka Mohameda. | 661–680  | 680  |                                                                           |
|         | Kalif, Emir al-Muminin | Jezid I.                  | Abu Halid         | ?     | Sin Muavije I.                                                                           | 680–683  | 683  |                                                                           |
|         | Kalif, Emir al-Muminin | Muavija II.               | Abu Abd ur-Rahman | ?     | Sin Jezida I.                                                                            | 683–684  | ?    | Odstopil (?)                                                              |
|         | Kalif, Emir al-Muminin | Marvan I.                 | Abu Abd al-Malik  | ?     | Sin Hakama, bratranca Muavije I.                                                         | 684–685  | 685  | Ubila ge je žena.                                                         |
|         | Kalif, Emir al-Muminin | Abd al-Malik              | Abudul Valid      | ?     | Sin Narvana I.                                                                           | 685–705  | 705  |                                                                           |
|         | Kalif, Emir al-Muminin | Al Valid I.               | Abudul-Abas       | ?     | Sin Abd al-Malika ibn Marvana.                                                           | 705–715  | 715  |                                                                           |
|         | Kalif, Emir al-Muminin | Sulejman ibn Abd al-Malik | Abu Ajub          | ?     | Sin Abd al-Malika ibn Marvana.                                                           | 715–717  | 717  |                                                                           |
|         | Kalif, Emir al-Muminin | Omar II.                  | Abu Hafṣ          | ?     | Sin Abd al-Aziza, sina Marvana I.                                                        | 717–720  | 720  |                                                                           |
|         | Kalif, Emir al-Muminin | Jezid II.                 | Abu Halid         | ?     | Sin Abd al-Malika ibn Marvana.                                                           | 720–724  | 724  |                                                                           |
|         | Kalif, Emir al-Muminin | Hišam                     | Abudul Valid      | ?     | Sin Abd al-Malika ibn Marvana                                                            | 724–743  | 743  |                                                                           |
|         | Kalif, Emir al-Muminin | Al Valid II               | Abudul Abas       | ?     | Sin Jezida II.                                                                           | 743–744  | 744  |                                                                           |
|         | Kalif, Emir al-Muminin | Jezid III.                | Abu Halid         | ?     | Sin Al-Valida I. in Šahfarand, hčerke Peroza III.                                        | 744–744  | 744  | Ubit.                                                                     |
|         | Kalif, Emir al-Muminin | Ibrahim                   | Abu Išak          | ?     | Sin Al Valida I.                                                                         | 744–744  | 744  | Ubit.                                                                     |
|         | Kalif, Emir al-Muminin | Marvan II.                | Abu Abd al-Malik  | ?     | Sin Mohameda, sina Marvana I.                                                            | 744–750  | 750  | Vladal iz Harrana v Al Džaziri (Gornja Mezopotamija); As Safah ga je ubi. |

## Abasidski kalifat (750–946)
| Portret | Naslov                 | Vladarsko ime | Osebno ime           | Rojstvo | Sorodstvo                                                                | Vladanje           | Smrt | Komentar |
| ------- | ---------------------- | ------------- | -------------------- | ------- | ------------------------------------------------------------------------ | ------------------ | ---- | --- |
|         | Kalif, Emir al-Muminin | As-Safah      | Abudul Abbas Abdulah | 721     | Sin Mohameda ibn Ali ibn Abdalaha, Mogamedovega strica po očetovi strani | 750–754            | 754  | |
|         | Kalif, Emir al-Muminin | Al-Mansur     | Abu Džafar Abdulah   | 714     | As-Safahov brat                                                          | 754–775            | 775  | |
|         | Kalif, Emir al-Muminin | Al-Mahdi      | Abu Abdulah Mohamed  | 744/745 | Al-Mansurjev sin                                                         | 775–785            | 785  | |
|         | Kalif, Emir al-Muminin | Al-Hadi       | Abu Mohahamed Musa   | 764     | Al-Mahdijev sin                                                          | 785–786            | 786  | |
|         | Kalif, Emir al-Muminin | Ar-Rashid     | Abu Džafar Harun     | 763/766 | Al-Mahdijev sin                                                          | 786–809            | 809  | |
|         | Kalif, Emir al-Muminin | Al-Amin       | Abu Abdulah Mohamed  | 787     | Sin Haruna al-Rašida                                                     | 809–813            | 813  | Al-mamun ga je ubil |
|         | Kalif, Emir al-Muminin | Al-Mamun      | Abudl-Abas Abdulah   | 786     | Sin Haruna al-Rašida                                                     | 813–833            | 833  | |
|         | Kalif, Emir al-Muminin | Al-Mutasim    | Abu Išak Mohamed     | 795     | Sin Haruna al-Rašida                                                     | 833–842            | 842  | |
|         | Kalif, Emir al-Muminin | Al-Vatik      | Abu Džafar Harun     | 816     | Al-Mutasimov sin                                                         | 842–847            | 847  | |
|         | Kalif, Emir al-Muminin | Al-Mutavakil  | Abudl-Fazl Džafar    | 821     | Al-Mutasimov sin                                                         | 847–861            | 861  | Al-Muntasir ga je ubil |
|         | Kalif, Emir al-Muminin | Al-Muntasir   | Abu Džafar Mohamed   | 837     | Al-Mutavakil ga je ubil                                                  | 861–862            | 862  | |
|         | Kalif, Emir al-Muminin | Al-Mustain    | Abudl-Abas Ahmed     | 836     | Sin Al-Mutasimovega sina Mohameda                                        | 862–866            | 866  | Odstavljen in kasneje ubit |
|         | Kalif, Emir al-Muminin | Al-Mutaz      | Abu Abdulah Zubajr   | 847     | Al-Mutavakilov sin                                                       | 866–869            | 869  | Odstavljen in kasneje ubit |
|         | Kalif, Emir al-Muminin | Al-Muhtadi    | Abu Išak Mohamed     | ?       | Al-Vathikov sin                                                          | 869–870            | 870  | |
|         | Kalif, Emir al-Muminin | Al-Mutamid    | Abudl-Abas Ahmed     | 844     | Al-Mutavakilov sin                                                       | 870–892            | 892  | |
|         | Kalif, Emir al-Muminin | Al-Mutadid    | Abdul-Abbas Ahmed    | 854/861 | Sin Al-Mutavakilovega sina Talha al-Muvafaka                             | 892–902            | 902  | |
|         | Kalif, Emir al-Muminin | Al-Muktafi    | Abu Mohammad Ali     | 877/878 | Son of Al-Mu'tadid                                                       | 902–908            | 908  | |
|         | Kalif, Emir al-Muminin | Al-Muktadir   | Abul-Fazl Džafar     | 895     | Al-Mutadidov sin                                                         | 908–929 in 929–932 | 929  | Za nekaj časa odstavljen |
|         | Kalif, Emir al-Muminin | Al-Kahir      | Abu Mansur Mohamed   | 899     | Al-Mutadidov sin                                                         | 929 in 932–934     | 929  | Prisiljen k odstopu zaradi javnih protestov, kasneje odstavljen in oslepljen                                                                                                  |
|         | Kalif, Emir al-Muminin | Ar-Radi       | Mohamed              | 907     | Al-Muktadirjev sin                                                       | 934–940            | 940  | De facto oblast v letih 936-938 je bila v rokah Ibn Raika |
|         | Kalif, Emir al-Muminin | Al-Mutaki     | Abu Išak Ibrahim     | 908     | Al-Muktadirjev sin                                                       | 940–944            | 944  | De facto oblast v letih 940-941 je bila v rokah Badžkama, v letih 941-942 v rokah Ibn Raika, v letih 943-944 v rokah Nasirja al-Daula in Tuzuna, ki ga je odstavil in oslepil |
|         | Kalif, Emir al-Muminin | Al-Mustakfi   | Abudl-Kasim Abdulah  | 905     | Al-Muktafijev sin                                                        | 944–946            | 946  | De facto oblast v letih 944-945 je bila v rokah Tuzuna in v letih 945-946 v rokah Abu Džafarja: odstavljen in oslepljen                                                       |

## Samanidsko cesarstvo (819–999)
| Portret                        | Naslov                         | Vladarsko ime                  | Osebno ime                     | Rojstvo                        | Sorodstvo                      | Vladanje                       | Smrt                           | Komentar                       |
| Samanidska dinastija (819–999) | Samanidska dinastija (819–999) | Samanidska dinastija (819–999) | Samanidska dinastija (819–999) | Samanidska dinastija (819–999) | Samanidska dinastija (819–999) | Samanidska dinastija (819–999) | Samanidska dinastija (819–999) | Samanidska dinastija (819–999) |
| ------------------------------ | ------------------------------ | ------------------------------ | ------------------------------ | ------------------------------ | ------------------------------ | ------------------------------ | ------------------------------ | ------------------------------ |
|                                |                                | Ahmed I.                       | ?                              | ?                              |                                | 819–864/865                    | 864/5                          |                                |
|                                |                                | Nasr I.                        | ?                              | ?                              |                                | 864/865–892                    | 892                            |                                |
|                                | Adel                           | Ismail I.                      | ?                              | ?                              |                                | 892–907                        | 907                            |                                |
|                                | Šahid                          | Ahmed II.                      | ?                              | ?                              |                                | 907–914                        | 914                            |                                |
|                                | Said                           | Nasr II.                       | ?                              | ?                              |                                | 914–942                        | 943                            |                                |
|                                | Hamid                          | Nuh I.                         | ?                              | ?                              |                                | 942–954                        | 954                            |                                |
|                                | Rašid                          | Abd al-Malik I.                | ?                              | ?                              |                                | 954–961                        | 961                            |                                |
|                                | Moajed                         | Mansur I.                      | ?                              | ?                              |                                | 961–976                        | 976                            |                                |
|                                | Radhi                          | Nuh II.                        | ?                              | ?                              |                                | 976–996                        | 997                            |                                |
|                                | Abol Haret                     | Mansur II.                     | ?                              | ?                              |                                | 996–999                        | 999                            |                                |
|                                | Abol Favares                   | Abd al-Malik II.               | ?                              | ?                              |                                | 999                            | 999                            |                                |
|                                | Montaser                       | Ismail II.                     | ?                              | ?                              |                                | 1000–1005                      | 1005                           |                                |

## Safaridsko kraljestvo (861–1003)
| Portret                         | Naslov                          | Ime                             | Kunja                           | Rojstvo                         | Sorodstvo                       | Vkadanje                        | Smrt                            | Komentar                                                          |
| Safaridska dinastija (861–1003) | Safaridska dinastija (861–1003) | Safaridska dinastija (861–1003) | Safaridska dinastija (861–1003) | Safaridska dinastija (861–1003) | Safaridska dinastija (861–1003) | Safaridska dinastija (861–1003) | Safaridska dinastija (861–1003) | Safaridska dinastija (861–1003)                                   |
| ------------------------------- | ------------------------------- | ------------------------------- | ------------------------------- | ------------------------------- | ------------------------------- | ------------------------------- | ------------------------------- | ----------------------------------------------------------------- |
|                                 | Emir                            | Jakub ibn Lajt                  | –                               | 840                             | Aj-Lajtov sin.                  | 861–879                         | 879                             | Umrl zaradi bolezni.                                              |
|                                 | Emir                            | Amr                             | –                               | ?                               | Al-Lajtov sin.                  | 879–901                         | 902                             | Samanidi so ga ujeli in 20. aprila 902 v Bagdadu usmrtili.        |
|                                 | Emir                            | Tahir                           | Abudl-Hasan                     | ?                               | Sin Mohameda, sina Amra.        | 901–908                         | ?                               | V ujetništvu v Bagdadu.                                           |
|                                 | Emir                            | Al-Lajt                         | –                               | ?                               | Sin Alija ibn al-Lajta.         | 909–910                         | 928                             | Umrl naravne smrti v ujetništvu v Bagdadu leta 928.               |
|                                 | Emir                            | Mohamed ibn al-Lajt             | –                               | ?                               | Sin Alija ibn al-Lajta.         | 910–911                         | ?                               | Umrl v ujetništvu v Bagdadu.                                      |
|                                 | Emir                            | Amr ibn Jakub                   | Abu Hafs                        | 902                             | Jakubov sin.                    | 912–913                         | ?                               | Samanidi so ga odstavili.                                         |
|                                 | Emir                            | Ahmed ibn Mohamed               | Abu Džafar                      | 21. junij 906                   | Sin Mohameda ibn Amra.          | 923–963                         | 31. marec 963                   | Abdul Abas in Gilman sta ga ubila.                                |
|                                 | Emir                            | Kalaf ibn Ahmed                 | Abu Ahmed                       | november 937                    | Sin Ahmeda ibn Mohameda.        | 963–1003                        | marec 1009                      | Leta 1003 so ga odstavili Gaznavidi; umrl v ujetništvu leta 1009. |

## Guridsko kraljestvo (879–1215)
| Portret                       | Naslov                        | Ime                           | Rojstvo                       | Sorodstvo                     | Vladanje                      | Smrt                          | KOmentar                                                   |
| Guridska dinastija (879–1215) | Guridska dinastija (879–1215) | Guridska dinastija (879–1215) | Guridska dinastija (879–1215) | Guridska dinastija (879–1215) | Guridska dinastija (879–1215) | Guridska dinastija (879–1215) | Guridska dinastija (879–1215)                              |
| ----------------------------- | ----------------------------- | ----------------------------- | ----------------------------- | ----------------------------- | ----------------------------- | ----------------------------- | ---------------------------------------------------------- |
|                               | Malik                         | Emir Suri                     | ?                             | Oče Mohameda ibn Surija       | ?–?                           | ?                             | Prvi malik (kralj) Guridske dinastije.                     |
|                               | Malik                         | Mohamed ibn Suri              | ?                             | Sin Emirja Surija.            | ?–1011                        | 1011                          | Se je zastrupil.                                           |
|                               | Malik                         | Abu Ali ibn Mohamed           | ?                             | Sin Mohameda ibn Surija.      | 1011–1035                     | 1035                          | Odstavljen in ubit (nečak Abas ibn Šit)                    |
|                               | Malik                         | Abas ibn Šit                  | ?                             |                               | 1035–1060                     | 1060                          | Odstavljen in ubit, zamenjan s sinom Mohamedom ibn Abasom. |
|                               | Malik                         | Mohamed ibn Abas              | ?                             | Sin Abasa ibn Šita.           | 1060–1080                     | 1080                          |                                                            |
|                               | Malik                         | Kutb al-din Hasan             | ?                             | Sin Mohameda ibn Abasa.       | 1080–1100                     | 1100                          |                                                            |
|                               | Malik                         | Iz al-Din Husein              | ?                             | Sin Kutba al-din Hasana.      | 1100–1146                     | 1146                          |                                                            |
|                               | Malik                         | Sajf al-Din Suri              | ?                             | Sin Iz al-Din Huseina.        | 1146–1149                     | 1149                          |                                                            |
|                               | Malik                         | Baha al-Din Sam I.            | ?                             | Sin Iz al-Din Huseina         | 1149                          | 1149                          |                                                            |
|                               | Malik                         | Ala al-Din Husein             | ?                             | Sin Iz al-Din Huseina.        | 1149–1161                     | 1161                          |                                                            |
|                               | Malik                         | Sajf al-Din Mohamed           | ?                             | Sin Ala al-Din Huseina        | 1161–1163                     | 1163                          |                                                            |
|                               | Sultan                        | Gijat al-Din Mohamed          | 1139                          | Sin Baha al-Din Sama I.       | 1163–1202                     | 1202                          |                                                            |
|                               | Sultan                        | Muiz al-Din                   | 1149                          | Sin Baha al-Din Sama I.       | 1173–1206                     | 1206                          |                                                            |
|                               | Sultan                        | Gijat al-Din Mahmud           | ?                             | Sin Gijat al-Din Mohameda     | 1206–1212                     | 1212                          |                                                            |
|                               | Sultan                        | Baha al-Din Sam III.          | ?                             | Sin Gijat al-Din Mahmuda      | 1212–1213                     | 1213                          |                                                            |
|                               | Sultan                        | Ala al-Din Atsiz              | 1159                          | Sin Ala al-Din Huseina        | 1213–1214                     | 1214                          |                                                            |
|                               | Sultan                        | Ala al-Din Ali                | ?                             | Sin Šuja allDin Mohameda.     | 1214–1215                     | 1215                          |                                                            |

## Bujidsko kraljestvo (934–1062)
Bujidsko kraljestvo je bilo razdeljeno v veliko ločenih emiratov, od katerih si bili najpomembnejši Fars, Raj in Irak. Na splošno je veljalo, da je bil eden od emirjev prvi med enakimi in so ga naslavljali z amir al-umara   ali šahinšah.
| Portret                                      | Naslov                  | Vladarsko ime           | Osebno ime                | Rojstvo                 | Sorodstvo                                | Vladanje                | Smrt                    | Komentar                                                                                    |
| Bujidi Farsa (933–1062)                      | Bujidi Farsa (933–1062) | Bujidi Farsa (933–1062) | Bujidi Farsa (933–1062)   | Bujidi Farsa (933–1062) | Bujidi Farsa (933–1062)                  | Bujidi Farsa (933–1062) | Bujidi Farsa (933–1062) | Bujidi Farsa (933–1062)                                                                     |
| -------------------------------------------- | ----------------------- | ----------------------- | ------------------------- | ----------------------- | ---------------------------------------- | ----------------------- | ----------------------- | ------------------------------------------------------------------------------------------- |
|                                              | Emir, Amir al-umara     | Imad al-Daula           | Abul-Hasan Ali            | 891                     | Sin Buja                                 | 934–949                 | 949                     | Tudi glavni bujidski emir (934-949)                                                         |
|                                              | Emir, Šahinšah          | Adud al-Daula           | Fana Husrev               | 936                     | Sin Rukn al-Daula in nečak Imad al-Daula | 949–983                 | 983                     | Glavni bujidski emir (976-983) in emir Iraka (978-983)                                      |
|                                              | Emir, Amir al-umara     | Šaraf al-Daula          | Abudl-Favaris Širdil      | 962                     | Sin Adud al-Daula                        | 983–989                 | 989                     | Tudi glavni bujidski emir in emir Iraka (987-989)                                           |
|                                              | Emir, Kralj             | Samsam al-Daula         | Abu Kalidžar Marzuban     | 964                     | sin Adud al-Dala                         | 989–998                 | 998                     | Tudi emir Iraka in samoproglašeni glavni bujidski emir (983-986)                            |
|                                              | Emir, Kralj, Šahinšah   | Baha al-Daula           | Abu Nasr Firuz            | 971                     | Sin Adud al-Daula                        | 998–1012                | 1012                    | Tudi emir Iraka (988-1012) in glavni bujidski emir (997-1012)                               |
|                                              | Emir                    | Sultan al-Daula         | Abu Šudža                 | 992                     | Sin Baha al-Daula                        | 1012–1024               | 1024                    | Tudi emir iraka n glavni bujidski emir (1012-1021)                                          |
|                                              | Emir, Šahinšah          | Abu Kalidžar            | Marzuban                  | 1011                    | Sin Sultan al-Daula                      | 1024–1048               | 1048                    | Tudi emir Kermana (1028-1048), glavni bujidski emir (1037-1048) in emir Iraka (1044-1048)   |
|                                              | Emir                    | Abu Mansur Fulad Sutun  |                           | ?                       | Sin Abu Kalidžarja                       | 1048–1054               | 1062                    | Izgubil Fars v korist Husrau Šaha                                                           |
|                                              | Emir                    | Abu Said Husrau Šah     |                           | ?                       | Sin Abu Kalidžarja                       | 1051–1054               | ?                       | Izgubil Fars v korist Abu Mansur Fulad Sutuna                                               |
|                                              | Emir                    | Abu Mansur Fulad Sutun  |                           | ?                       | Sin Abu Kalidžarja                       | 1054–1062               | 1062                    | Ubil ga je Šabankara, poglavar plemena Fadluja                                              |
| Bujidi Raja, Isfahana in Hamadana (935–1038) |                         |                         |                           |                         |                                          |                         |                         |                                                                                             |
|                                              | Emir, Amir al-umara     | Rukn al-Daula           | Abu Ali Hasan             | 898                     | Sin oBuja                                | 935–976                 | 976                     | Tudi glavni bujidski emir (949-976)                                                         |
|                                              | Emir                    | Fahr al-Daula           | Abul-Hasan Ali            | 952                     | Sin Rukn al-Daula                        | 976–980 in 983–997      | 980                     | Tudi emir Hamadana in Tabaristana (984-997) in glavni bujidski emir (991-997)               |
|                                              | 'Emir                   | Muajad al-Daula         | Abu Mansur                | 941                     | Sin Rukn al-Daula                        | 976–983                 | 983                     | Tudi emir Hamadana (976–983), Džibala (977–983), Tabaristana (980–983) in Gorgana (981–983) |
|                                              | Emir                    | Madžd al-Daula          | Abu Taleb Rostam          | 993                     | Sin Fahr al-Daula                        | 997–1029                | 1029                    | Samo v Raju, za kratek čas samoproglašeni glavni bujidski emir                              |
|                                              | Emir                    | Šams al-Daula           | Abu Tahir                 | ?                       | Sin Fahr al-Daula                        | 997–1021                | 1021                    | Samoi v Isfahanu in Hamadanu, za kratek čas samopriglašeni glavni bujidski emir             |
|                                              | Emir                    | Sama al-Daula           | Abul-Hasan Ali            | ?                       | Sin Šams al-Daula                        | 1021–1023               | 1023                    | Samo v Hamadanu, odstavljen                                                                 |
| Bujidi Iraka in Huzistana (945–1055)         |                         |                         |                           |                         |                                          |                         |                         |                                                                                             |
|                                              | Emir, Amir al-umara     | Muiz al-Daula           | Abul-Husein Ahmad         | 915                     | Sin Buja                                 | 945–966                 | 966                     |                                                                                             |
|                                              | Emir, Amir al-umara     | Iz al-Daula             | Abu Mansur Bahtijar       | 943                     | Sin Muiz al-Daula                        | 966–979                 | 979                     | Samoproglašeni glavni bujidski emir (976-978)                                               |
|                                              | Emir, Šahinšah          | Adud al-Daula           | Fana Husrev               | 937                     | Sin Rukn al-Daula                        | 977–983                 | 983                     | Tudi emir Farsa (949-983) in glavni bujidski emir (976-983)                                 |
|                                              | Emir, Kralj             | Samsam al-Daula         | Abu Kalidžar Marzban      | 964                     | Sin Adud al-Daula                        | 983–987                 | 998                     | Tudi samoproglašeni glavni bujidski emir (983-986) in emir Farsa in Kermana (989-998)       |
|                                              | Emir, Amir al-umara     | Šaraf al-Daula          | Abul-Favaris Širdil       | 962                     | Sin Adud al-Daula                        | 987–989                 | 989                     | Tudi emir Farsa (983-989) in glavni bujidski emir (987-989)                                 |
|                                              | Emir                    | Baha al-Daula           | Abu Nasr Firuz            | 970                     | Sin Adud al-Daula                        | 989–1012                | 1012                    | Tudi glavni bujidski emir (997-1012) in emir Farsa (999-1012)                               |
|                                              | Emir                    | Sultan al-Daula         | Abu Šudža                 | 992                     | Sin Baha al-Daula                        | 1012–1021               | 1024                    | Tudi glavni bujidski emir (1012-1021) in emir Farsa (1012-1024)                             |
|                                              | Emir, Šahinšah, Kralj   | Mušarif al-Daula        | Abu Ali                   | 1002                    | Sin Baha al-Daula                        | 1021–1025               | 1025                    |                                                                                             |
|                                              | Emir                    | Džalal al-Daula         | Abu Tahir Džalal al-Daula | 994                     | Sin Baha al-Dala                         | 1027–1043               | 1043                    |                                                                                             |
|                                              | Emir, Šahinšah          | Abu Kalidžar            | Marzuban                  | 1011                    | Sin Sultan al-Daula                      | 1043–1048               | 1048                    | Tudi emir Farsa (1024-1048), Kermana (1028-1048) in glavni bujidski emir (1037-1048)        |
|                                              | Emir                    | Al-Malik al-Rahim       | Abu Nasr Husrau Firuz     | ?                       | Sin Abu Kalidžarja                       | 1048–1055               | 1058                    | Tudi glavni bujidski emir (1051-1055); odstavil ga je Tugril Seldžusški                     |

## Seldžuški turškisultani, 1029-1194
- Toğrül bin Mikail (Tugril beg) (1037-1063).
- Alp Arslan bin Čagri (1063-1072).
- Dželaludin Malikšah I. (1072-1092).
- Nasir ad-Din Mahmud I. (1092-1094).
- Rukn ad-Din Barkijaruk (1094-1105).
- Mu'izz ad-Din Malikšah II. (1105).
- Gijat ad-Din Mehmed I. Tapar (Mohamed) (1105-1118).
- Mu'izz ad-Din Ahmed Sandžar (1097-1157).
- Mahmud II. (1118-1131).
- Davud (David) (1131-1132).
- Toğrül II. (Tugril beg) (1132-1134).
- Mas'ud (1134-1152).
- Malikšah III. (1152-1153).
- Mehmed II. Osvajalec (Mohamed II.) (1153-1160).
- Sülejman Šah (Sulajman Šah) (1160-1161).
- Arslan Šah (1161-1176).
- Toğrül III. (Tugril beg III.) (1176-1194).

razdeljeno, 1194-1256

## Ilkanat, 1256-1343
- Hülëgü (Hulagu) (1256-1265).
- Abakva (1265-1281).
- Tekuder (1281-1284).
- Argun (1284-1291).
- Gaikatu (1291-1295).
- Baidu (1295).
- Gazan (1295-1304).
- Öljeitü (1304-1316).
- Abu Sa'id (1316-1335) (zadnji od Džingisidskih il-kanov).
- Arpa Ke'un (1335-1336).
- Musa (1336-1337).
- Mohamed (1337-1338).

razdeljeno, 1343-1380

## Timuridi, 1380-1449
- Timurlenk (Tamerlan) (1370-1405).
- Šahruh (1405-1447).
- Ulug Beg (1447-1449).

razdeljeno, 1449-1502

## Safavidi, 1502-1736
- Ismail I. (1502-1524).
- Tahmasp I. (1524-1576).
- Ismail II. (1576-1578).
- Mohamed I. (Koda Bandeh)
- Mohamed Kodabanda (1578-1587)
- Abas I. Veliki (Abas I., Abas Veliki) (1587-1629)
- Safi (1629-1642.
- Abas II. (1642-1667).
- Sulejman I. (1667-1694).
- Soltan Husein I. (Soltan Hosejn I.) (1694-1722).
- Tahmasp II. (1722-1732).
- Abas III. (1732-1736).
- Sulejman II. (1749-1750).
- Ismail III. (1750-1765).

## Afšaridi, 1736-1749
- Nadir Šah

## Zandi, 1750-1794
- Karim Kan
- Lotf-Ali Kan

## Kadžari, 1796-1925
- Aga Mohamed Kan Kadžar (1796-1797).
- Fat Ali Šah (1797-1834).
- Mohamed Šah Kadžar
- Naser-al-Din Šah
- Mozafer-al-Din Šah (1896-1907).
- Mohamed Ali Šah (1907-1909).
- Ahmad Šah Kadžar (1909-1925).

## Pahlavi, 1925-1979
- Reza Pahlavi
- Mohamed Reza Pahlavi

Islamska republika Iran, 1979 — 